# Oligosarcus amome
Oligosarcus amome es una especie de pez de agua dulce del género Oligosarcus de la familia Characidae. Se distribuye en el centro-este de Sudamérica.

## Taxonomía
Esta especie fue descrita originalmente en el año 2015 por los ictiólogos Adriana Almirón, Jorge Casciotta, Lubomír Piálek, Klára Doubnerová y Oldřich Říčan.
Oligosarcus amome es especie hermana de todas las de más especies del género Oligosarcus exceptuando Oligosarcus itau.
Esta especie se diagnostica por poseer 2 notables filas de dientes en el premaxilar, con dientes pentacuspidados en la serie externa.
Etimología
Etimológicamente el nombre genérico Oligosarcus se construye con dos palabras en idioma griego, en donde: oligos significa 'pequeño' y arkos es 'ano' o 'anal'. El término específico amóme es una palabra del idioma guaraní que significa 'a veces'.

## Distribución geográfica
Esta especie es endémica de cursos fluviales del nordeste de la Argentina, en la región mesopotámica de dicho país, en la provincia de Misiones. Fue descrita de afluentes del arroyo Yabotí Guazú, en la cuenca del río Uruguay.
Su cuenca conserva el ecosistema natural (selva subtropical misionera) al ser protegida por la reserva de la biosfera Yabotí y el parque provincial Moconá.